# Rajon Sychiw
Der Rajon Sychiw (ukrainisch Сихівський район/Sychiwskyj rajon; russisch Сыховский район/Sychowski rajon) ist einer der sechs Stadtrajone der westukrainischen Stadt Lemberg.

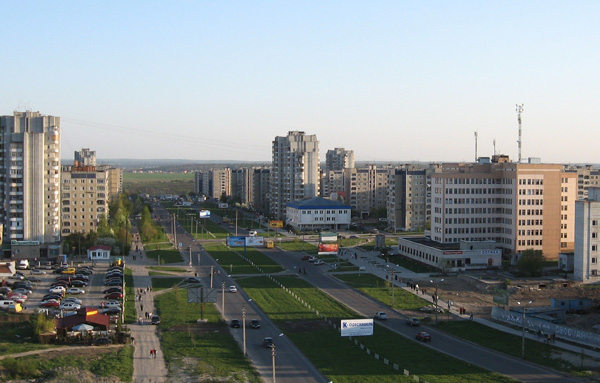
Blick auf Teile des Rajons

Der Name leitet sich vom Namen des Stadtteils Sychiw ab, er befindet sich südöstlich des Zentrums der Stadt Lemberg und umfasst die Stadtteile/Stadtviertel:
- Bodnariwka (Боднарівка;  polnisch Bodnarówka)
- Passiky (Пасіки; polnisch Pasieki)
- Koselnyky (Козельники; polnisch Kozielniki)
- Nowyj Lwiw (Новий Львів; polnisch Nowy Lwów)
- Persenkiwka (Персенківка; polnisch Persenkówka)
- Pyrohiwka (Пирогівка; polnisch Pyrohiwka)
- Sychiw (Сихів; polnisch Sichów)

Der Rajon ist erst am 10. Februar 2000 nach der Abspaltung vom Rajon Halytsch gebildet worden, um der schnellen Entwicklung durch viele Neubauten Rechnung zu tragen.